# Gritos del bosque
Gritos del bosque, también llamada Voces del bosque, es una película chilena de terror de 2014 dirigida por Jorge Olguín y protagonizada por Fernanda Urrejola, Carolina Arredondo, Wil Edgar y Paulo Brunetti. Es la primera película chilena en 3D, y cuenta con la particularidad de tener diálogos en tres idiomas: español, inglés y mapudungun. 
En 2014 la cinta se estrenó a nivel internacional en un festival en América del Norte (Festival Internacional de Cine de Guadalajara en Los Ángeles) ya que la cinta se encontraba en postproducción. Su estreno comercial a nivel nacional está programado para el 2017.

## Argumento
La historia transcurre en el sur de Chile y gira en torno a un geólogo norteamericano (Wil Edgar) y un ingeniero local (Paulo Brunetti) que son contratados por una empresa chilena para construir una hidroeléctrica en un bosque nativo en Cañete, una ciudad al interior del Bío-Bío. En sus labores, se introducen en el bosque guiados por dos hermanas mapuche Ailén Catrilaf (Fernanda Urrejola) y Ana Catrilaf (Carolina Arredondo) que conocen la zona. Durante el día las cosas marchan bien, pero al llegar la noche los cuatro exploradores ya no están solos;  el bosque se apodera del lugar y los árboles se manifiestan.

## Personajes
- Fernanda Urrejola como Ailén Catrilaf, una de las hermanas mapuche.
- Carolina Arredondo como Ana Catrilaf, una de las hermanas mapuche.
- Paulo Brunetti como Alex, un ingeniero que acompaña a Dave.
- Wil Edgar como Dave, geólogo estadounidense que viaja a Cañete para hacer un estudio al lugar donde su construirá una represa.
- Tiago Correa como Cristián, guía que contrata a las hermanas mapuches para que guíen al ingeniero y el geólogo.
- Felipe Contreras como guerrero mapuche y árbol/monstruo.

## Producción

### Redacción del guion
La inspiración inicial de Gritos del bosque es un hecho contingente que centra su historia en los bosques de la Región del Biobio, específicamente en Cañete, mostrando la magia de su flora y vegetación que hacen del Sur uno de los lugares más mágicos del país. La película muestra una historia completamente visual tanto en sus paisajes como en las creencias y mitología del pueblo mapuche. La idea es recrear la sensación de un sueño en pantalla y así la naturaleza toma un rol importante y empieza a apoderarse poco a poco de la historia.
La película continúa con la mitología chilena, cubierta por la película anterior de Olguín, Caleuche.

### Rodaje
Las grabaciones de la película comenzaron el 13 de noviembre de 2012 y finalizaron el 5 de diciembre del mismo año en los alrededores de Cañete, principalmente en el Parque Reussland, cerca de Peleco, y en el Castillo Morales, a unos 10 km al norte de la ciudad. El presupuesto fue de USD 500.000.
Gritos del bosque es la primera película chilena grabada completamente en 3D, utilizando para ello una única cámara con esta tecnología.

## Recepción

### Comercial
Aunque Gritos del bosque fue presentada en diversos festivales entre 2014 y 2015, tanto en festivales en Chile como en el extranjero el estreno está planificado para el segundo semestre de 2016.

### Premios
La película recibió dos premios en el Festival Internacional de Cine de Guadalajara en la ciudad de Los Ángeles, realizado entre el 4 y 7 de septiembre de 2014, que consisten en la corrección del color mediante software y la campaña gráfica de distribución en Estados Unidos.